# Рэкем, Артур
Артур Рэкем (Arthur Rackham; 19 сентября 1867 года, Лондон, Англия — 6 сентября 1939 года, Суррей, Англия) — плодовитый английский иллюстратор, который проиллюстрировал практически всю классическую детскую литературу на английском языке («Ветер в ивах», «Алиса в Стране чудес», «Питер Пэн в Кенсингтонском саду»), а также «Сон в летнюю ночь» Шекспира и некоторые оперы Р. Вагнера. Представитель викторианской сказочной живописи. Он неоднократно удостаивался золотых медалей на всемирных выставках. В 1914 году прошла его персональная выставка в Лувре.
Рэкем был в первую очередь блестящим рисовальщиком, отдавая предпочтение прихотливо извивающимся линиям переплетённых ветвей, пенящихся волн и человекообразных деревьев. Его мир населяют причудливые создания вроде гномов, эльфов и фей, причём в чертах некоторых угадывается портретное сходство с автором. Цвета смягчены и играют подчинённую роль.
Представитель стиля модерн, Рэкем признавал влияние таких иллюстраторов, как Джордж Крукшенк и Обри Бердслей. В свою очередь, его влияние чувствуется в иллюстрациях Айды Рентул-Аутуэйт, первых мультипликационных фильмах Диснея, в фильмах Тима Бёртона (который избрал своим лондонским офисом бывшую квартиру Рэкема) и Гильермо дель Торо (который говорит, что вдохновлялся рисунками Рэкема при создании «Лабиринта Фавна»).